# Hofstetten bei Brienz
Hofstetten bei Brienz es una comuna suiza del cantón de Berna, situada en el distrito administrativo de Interlaken-Oberhasli. Limita al norte con la comuna de Giswil (OW), al este con Lungern (OW) y Brienzwiler, al sur con Brienz, y al oeste con Schwanden bei Brienz.
Hasta el 31 de diciembre de 2009 situada en el distrito de Interlaken.